# Nikolaï Komoliatov
Nikolaï Andreïevitch Komoliatov (en russe : Николай Андреевич Комолятов) est un guitariste russe né en 1942.

## Biographie
Nikolaï Komoliatov est diplômé du Conservatoire Tchaïkovski de Moscou en 1968 et du Conservatoire d'État de l'Oural Moussorgski en 1973. De 1968 à 2002 il est soliste de l'Orchestre philharmonique de Moscou. Depuis 1983 il est professeur de guitare à Académie russe de musique Gnessine de Moscou. En 1992, il a reçu le titre d'Artiste émérite de Russie.
Plusieurs compositeurs dont Edison Denisov (1929-1996), P. Savintsev, M. Ossokine, I. Tamarine, A. Grabovski, Viatcheslav Artiomov (1940), I. Rehin, Guerman Djaparidze (1939), Piotr Panine (1938-2011), Andrei Eshpai (1925), etc. ont écrit des œuvres pour Komoliatov.

## Discographie sélective
Il a enregistré deux disques en solo. Le premier enregistrement comprend les préludes et études de Heitor Villa-Lobos, et le second des œuvres de Piotr Panine et une suite d'Igor Rehinoj.

## Prix et distinctions
- Lauréat du Concours international (Moscou, 1966).
- Artiste émérite de la fédération de Russie (1992).